# 丕豹
丕豹（？—？），春秋时期晋国大夫丕郑之子。后来投奔秦国，成为秦穆公的臣下。
前650年，晋惠公即位后派丕郑出使秦国。他对秦穆公表示，晋惠公在郤芮、郤称、呂省等人的劝说下，不同意按照约定给秦国土地，建议立重耳（後為晋文公）。事泄，晋惠公杀死丕郑，丕豹逃到秦国，对秦穆公说：“晋侯背叛大主忌恨小怨，得不到百姓的拥护。如果我们进攻，百姓一定会把他赶走。”秦穆公说：“如若夷吾（晋惠公）失去民众，哪还能杀死大臣？百姓都要逃难，谁能赶走国君？”
前647年，晋国发生饥荒，丕豹请求秦穆公进攻晋国。秦穆公说：“厌恶晋国国君，晋国百姓有什么罪？”秦国用船从雍城把粟米运送到晋国絳城。